# Nekselø

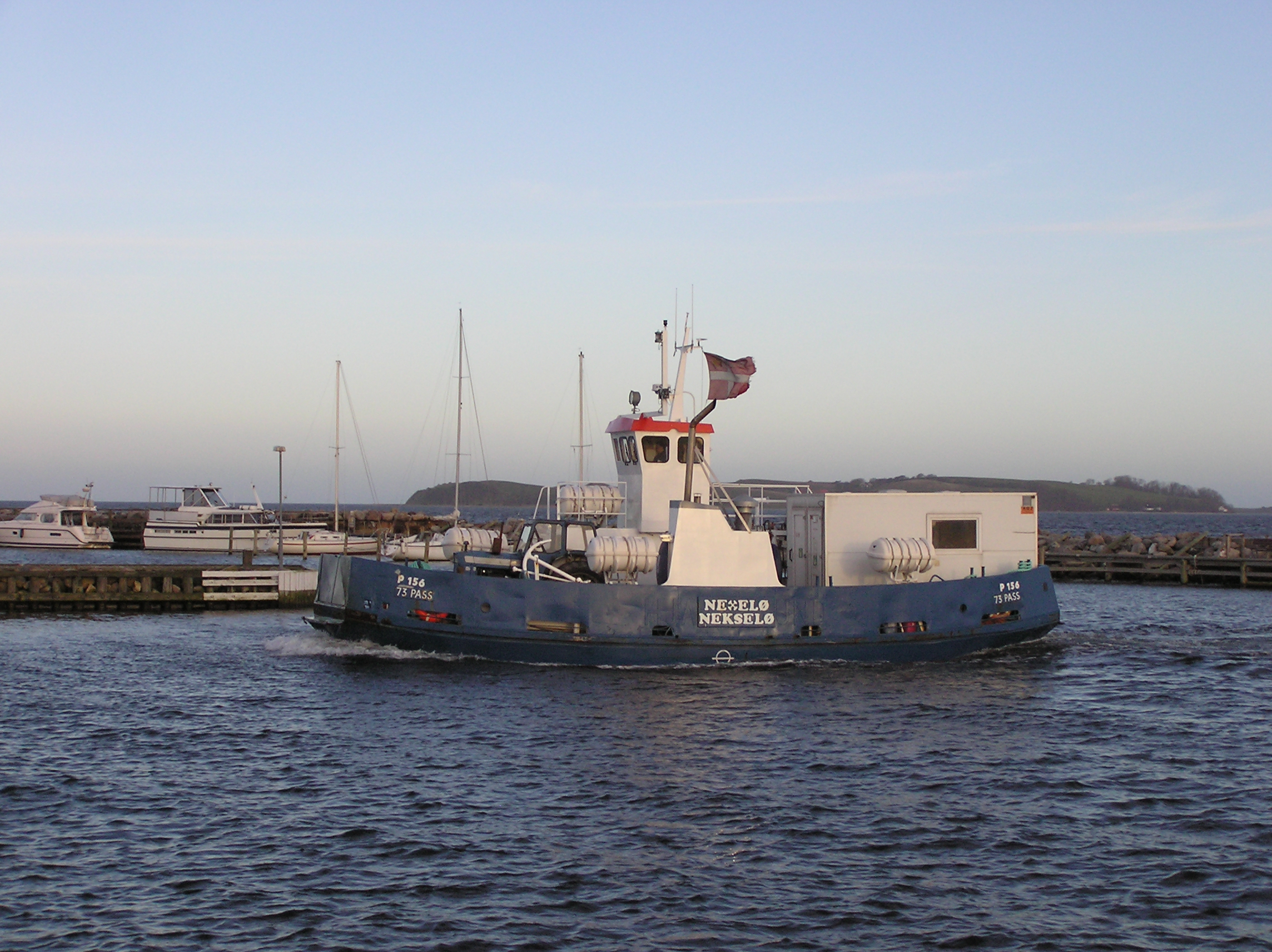
Tàu phà Nekselø ở Havnsø

Nekselø là 1 đảo nhỏ của Đan Mạch, nằm ở Vịnh Sejerø trong vùng biển Kattegat. Đảo có diện tích là 2,2 km&sup2  và có 26 cư dân. Trên đảo có 1 nhà thờ và 1 trường học, nhưng nay đã đóng cửa vì không có học sinh. Nekselsø thuộc vùng khí hậu gọi là Khí hậu Storebælt với lượng mưa ít, nhiều giờ nắng và mùa đông ít khắc nghiệt hơn các khu vực khác của Đan Mạch. Đảo được cư dân bảo tồn từ năm 1951.
Về hành chính, đảo trực thuộc thị xã Kalundborg và Vùng Zealand.

Về giao thông có tuyến tàu phà từ Havnsø (trên đảo Zealand) tới đảo.  

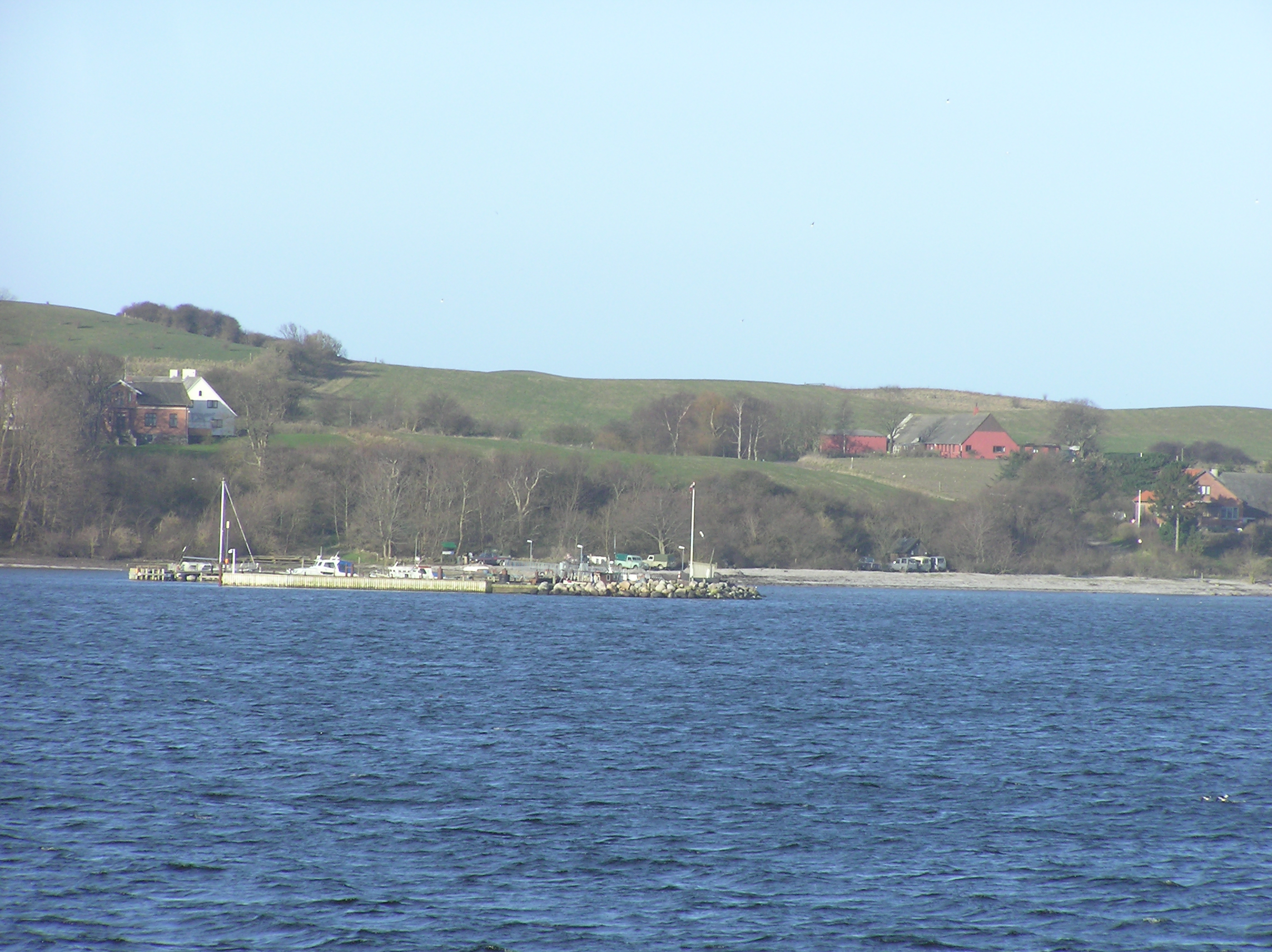
Cảng Nekselø